# 플레인 텍스트

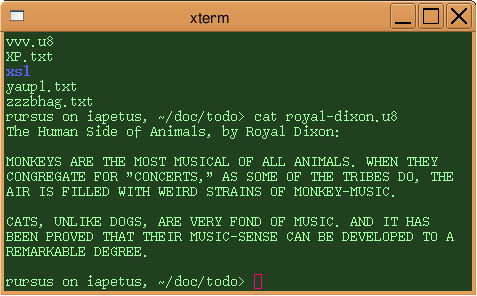
로열 딕슨의 The Human Side of Animals의 텍스트 파일을 xterm 창에서 명령어 cat로 보여주고 있다.

플레인 텍스트(plain text)는 그래픽 표현이나 그 밖의 오브젝트(그림 등)이 아닌, 읽을 수 있는 자료의 문자열만을 대표하는 데이터이다. 플레인 텍스트는 양식 정보가 포함된 리치 텍스트, 일부분이 이진 오브젝트(인코딩된 정수, 실수, 그림 등)로 대표되는 바이너리 파일과는 구별된다.
인코딩은 전통적으로 ASCII나 EBCDIC으로 되어 있다. UTF-8, UTF-16과 같은 유니코드 기반의 인코딩은 7, 8비트 코드로 제한된 더 오래된 ASCII 인코딩을 점차 대체하고 있다.

## 플레인 텍스트와 리치 텍스트
마크업이나 기타 메타데이터를 포함하는 파일들은 HTML, XML 등에서처럼(Coombs, Renear, DeRose에 따르면 punctuation은 그 자체가 마크업임) 직접 사람이 읽을 수 있는 형태로 온전히 남아있는 한 일반적으로 플레인 텍스트이다.
SGML, RTF, HTML, XML, TEX와 같은 리치 텍스트는 플레인 텍스트에 의존한다. 위키 기술은 또다른 예이다.

## 이용
명령 줄 인터페이스는 사용자들이 플레인 텍스트로 명령을 제공하여 플레인 텍스트로 응답을 받을 수 있게 한다.
수많은 컴퓨터 프로그램들은 도스, 윈도우, 맥 OS, 유닉스, 웹 브라우저(링크스, 라인 모드 브라우저는 표시를 위해 플레인 텍스트만 생성함) 등 수많은 명령어들처럼 플레인 텍스트를 처리할 수 있다.
플레인 텍스트 파일은 프로그래밍에서 거의 보편화되어 있다. 프로그래밍 언어의 지시를 담고 있는 소스 코드 파일은 거의 항상 플레인 텍스트 파일이다.
플레인 텍스트는 또한 구성 파일에도 흔히 쓰인다. 주석, .txt 파일, TXT 레코드는 일반적으로 사람이 읽을 수 있도록 하는 플레인 텍스트만 담고 있다.
영구적으로 지식을 저장하는 최고의 형식은 일부 이진 형식이 아닌 플레인 텍스트이다.

## 같이 보기
- 자동 줄 바꿈
- 평문
- 텍스트 파일
- 소스 코드
- 파일 포맷